# Silene breviauriculata
Silene breviauriculata är en nejlikväxtart som beskrevs av S.A. Ghazanfar. Silene breviauriculata ingår i släktet glimmar, och familjen nejlikväxter. Inga underarter finns listade i Catalogue of Life.